# Кефка Палаццо
Кефка Палаццо (яп. ケフカ・パラッツォ Кэфука Параццо, англ. Kefka Palazzo, официальная японская транслитерация на английский язык «Cefca Palazzo») — вымышленный персонаж, главный злодей компьютерной игры Final Fantasy VI. Его дизайн создал Ёситака Амано. В играх Кефка представлен как клоуноподобный кровожадный психопат, стремящийся к разрушению. Кроме Final Fantasy VI, Кефка появляется также в Dissidia: Final Fantasy и в Dissidia 012 Final Fantasy, где его озвучивают Сигэру Тиба в японской версии и Дэйв Виттенберг в английской версии игр.